# ФК Јединство Бродац
ФК Јединство Бродац је фудбалски клуб из Бродца код Бијељине, Република Српска (БиХ) који се такмичи у Другој лиги Републике Српске.

## Историја
Клуб је основан 1931. године у ондашњој Краљевини Југославији.